# Незнайома (вірш)

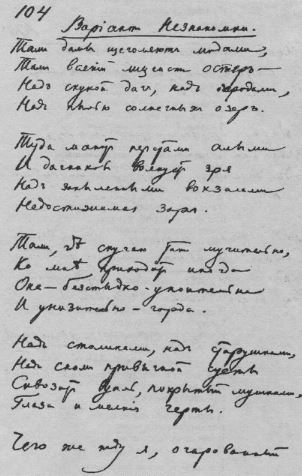
Олександр Блок Незнайома. Варіант

«Незнайома» — вірш Олександра Блока , написаний 24 квітня 1906 року. Вперше опублікований у збірці «Несподівана радість» (Москва, видавництво «Скорпіон», 1907) — в розділі «Весняне».

## Історія створення
Вірш «Незнайома» був написаний у 1906 році. Душа поета була роздроблена на уламки важким періодом революції 1905 року. У Росії настав переломний момент, який призвів до краху ілюзій і більш тверезого погляду на дійсність.
Складний період і в особистому житті поета. Його залишила перша любов, внучка відомого хіміка Менделєєва, пішла до його близького друга — поета Андрія Білого. Але головною темою віршів все ж залишається любов. Його героїня вже не колишня Прекрасна Дама, а фатальна пристрасть, спокусниця, руйнівниця. Вона мучить і спалює поета, і він не має сили вирватися з її полону.
Володимир Пяст, поет-символіст, зазначав у спогадах, що весною 1906 року у житті Блока був особливий ритуал: щодня, прокинувшись і пообідавши, він ішов на прогулянку околицями Петербурга. Блукаючи приміськими дорогами, поет відкрив для себе «таємничо-буденні» Озерки з невеликим рестораном, який знаходився неподалік від вокзалу. У поета там було постійне місце біля вікна, звідки споглядав залізничну платформу.
Водночас у ранньому поетичному циклі «Вірші про Прекрасну Даму» (1904), виданому за два роки до написання «Незнайомої», поет уже створив образ «Вічної Жіночності». Тема кохання вже знайшла відображення у творчості Олександра Блока.
Час створення «Незнайомої» зафіксував поет Андрій Білий.
Вірш «Незнайома» увійшов до циклу «Місто» (1904—1908) і був опублікований у збірці «Несподівана радість».

## Композиція
Це вірш як би витканий із протиріч, протиставлень. Композиція добутку побудована на антитезі. поет, Що Естетствує, майже з відразою описує обстановку, на тлі якої пізніше з'явиться його героїня. По вечорах над ресторанами Гаряче повітря дике й глухий, И править окриками п'яними Весняний і тлетворний дух. І щовечора, за шлагбаумами, Заламуючи казанки, Серед канав гуляють із дамами Випробувані гостряки. Поет як би нагнітає неприємне враження від навколишньої вульгарної й приземленої обстановки. Він готовить «площадку», на якій з'явиться його героїня, яскравим контрастом з навколишніми. ...Дівочий стан, шовками схоплений, У мрячному рухається вікні. І повільно, пройшовши меж п'яними, Завжди без супутників, одна. Дихаючи парфумами й туманами, Вона сідає у вікна. І віють древніми повір'ями Її пружні шовки, И капелюх з жалобним пір'ям, І в кільцях вузька рука. Поет не просто любується дамою, він піднесений її вбранням, «синіми бездонними очами». Піднесена лексика підкреслює благоговіння автора перед героїнею. Він лише видали із захватом спостерігає за нею, не вирішуючись наблизитися, порушити її спокій і самітність. А потім звучить захоплена ода власної фантазії, що народила цей піднесений неземний образ, здатний підняти поета над дійсністю, повести його в чарівний мир ілюзій, мистики й ворожіння. Блок гордий, що йому відкрився цей світ, схований від очей обивателя. Глухі таємниці, мені доручені, мені чиєсь сонце вручене, і всієї душі мого закруту Простромило терпке вино. У моїй душі лежить скарб, і ключ доручений тільки мені! Вірш «Незнайомка» з'явилося своєрідною візитною карткою Блоку-Символіста й часу, що ми називаємо «срібним століттям». Автор зумів ємко й образно відкрити читачеві мир своєї душі, показати скарбу, що таяться в його фантазії, поетичному світі поет-лірика

## Сюжетна основа
Блок описує у вірші дійсність — світ людей, які проводять свої дні у трясовині пияцтва, затишку і флірту. Примітивне і вульгарне життя представлене у двох замальовках: дачного передмістя і задушливого приміщення ресторану.
Од вечорів над ресторанами
Дикунський закуток оглух.
І править окриками п'яними
Весняний перетлілий дух.
Поет-символіст протиставляє похмурій картині бездуховності і міщанської обмеженості гармонійний світ таємничої краси.
Ліричний герой самотній в оточенні п'яниць. Він задихається у цьому світі, схожому на балаган. Героя гнітить життя, у якому немає місця нічому прекрасному і святому. Але у задушливу атмосферу повсякдення, у світ «п'яниць з очима кроликів» урочисто входить Незнайома.
Героїня несе в собі інший світ, де все живе в єдності, за законами вселенської широти буття. З її появою в ресторані різко змінюється ритм вірша: і у змісті, і у формі починає звучати музика. Світ нових звуків входить з шелестом, шепотом шовку, створюється ілюзія руху — звук зірки, що падає.
З появою Незнайомої поет ніби потрапляє в інший світ. Він забуває про те, що пригнічувало його, щоденно принижувало його відчуття краси. Йому здається, що все навколо дивним чином змінилося: здійснилися високі мрії та сподівання, а дійсність перетворилася на легенду, що втілює вічні цінності і здатна пережити все дріб'язкове й скороминуще.
На думку поета, справжня краса та мрія завжди залишаються недоторканими, непідвладними ніякому бруду. І нехай світом поки що править «перетлілий дух», є ті, хто внутрішнім слухом, духовною напругою чують «світовий оркестр». Це почуття внутрішнього прислуховування до світового життя постає у вірші як стан сп'яніння ліричного героя. Він зовсім інший, ніж у іронічно змальованих «п'яниць з очима кроликів», які далі свого келиха нічого не бачать. Девіз мудреців «істина у вині» для ліричного героя — це вихід за рамки брутальної дійсності, залучення до світу краси. Тому не п'яницям, а саме йому довіряють таємниці світу. У його серці горить яскраве сонце — символ життя, духовного світла, природи. Тому саме він бачить прекрасну Незнайому.

## Ключові образи
Автор створює картину дійсності, де править «тлінний дух». Ключові образи першої частини вірша: ресторани, задушливе повітря, окрики пияків; нудьга, крендель, дитячий плач; вечір, канави, шлагбауми; озеро, жіночий виск, у небі диск; стакан, сонні лакеї, пияки з очима кроликів.
Образ Незнайомої поетично прекрасний і далекий, чужий для навколишньої дійсності. Ключові образи мрійливого світу: вечір, сон, дівочий стан, брилик з перами; духи, туманы, одна; повір'я, шовки, вузька рука; вуаль, берег, даль; тайнощі, сині-сині очі, персні, берег, сонце, душа, вино.
Образ Незнайомої — втілення вічної краси і духовних ідеалів. На відміну від Прекрасної Дами, це образ реальної краси, він більше конкретизований.
І снять повір'ями химерними
Її принади у шовках, І шляпка з траурними перами, І в перснях точена рука.
Вона — таємнича і незнайома. Вульгарність і бруд не можуть заплямувати образ Незнайомої. Можливо, романтичний і привабливий образ Незнайомої — це просто сон чи видіння, породжений станом сп'яніння. Проте ліричний герой бажає, щоб не зникав цей таємничий образ, щоб торжествували Краса і Кохання. І хоча вірш і завершується словами «In vino veritas», але образ прекрасної незнайомки вселяє віру у світлий початок життя.

## Художні особливості
У вірші переплітається символічне і реальне. Олександр Блок замінює абстрактні поняття конретними образами. «Пияки з очима кроликів», «На всякий дотеп мастаки» — втілення вульгарної дійсності, і Незнайома, «Духами дишачи й туманами» — відлуння мрії Блоку про беззавітне кохання.
Вірш написаний дактилем, рима перехресна-чоловіча.
Олександр Блок використовує різні художні засоби:
- епітети: «жіночий вереск», «дивною близькістю», «глухі таємниці»;
- алітерацію: переважають приголосні звуки (л, м, н, р);
- антитезу: «Весняний і згубний дух»;
- метафори: «І душу всю мою незмірену Терпке пронизує вино», «Дівочий стан, шовками зловлений, Пливе в туманному вікні».

## Переклади українською
- Володимир Бойко (1953)
- Іван Глинський
- Литвинець Михайло Іванович (2002)
- Дебелий Леонід Семенович (2013)

## Образ Незнайомої у мистецтві

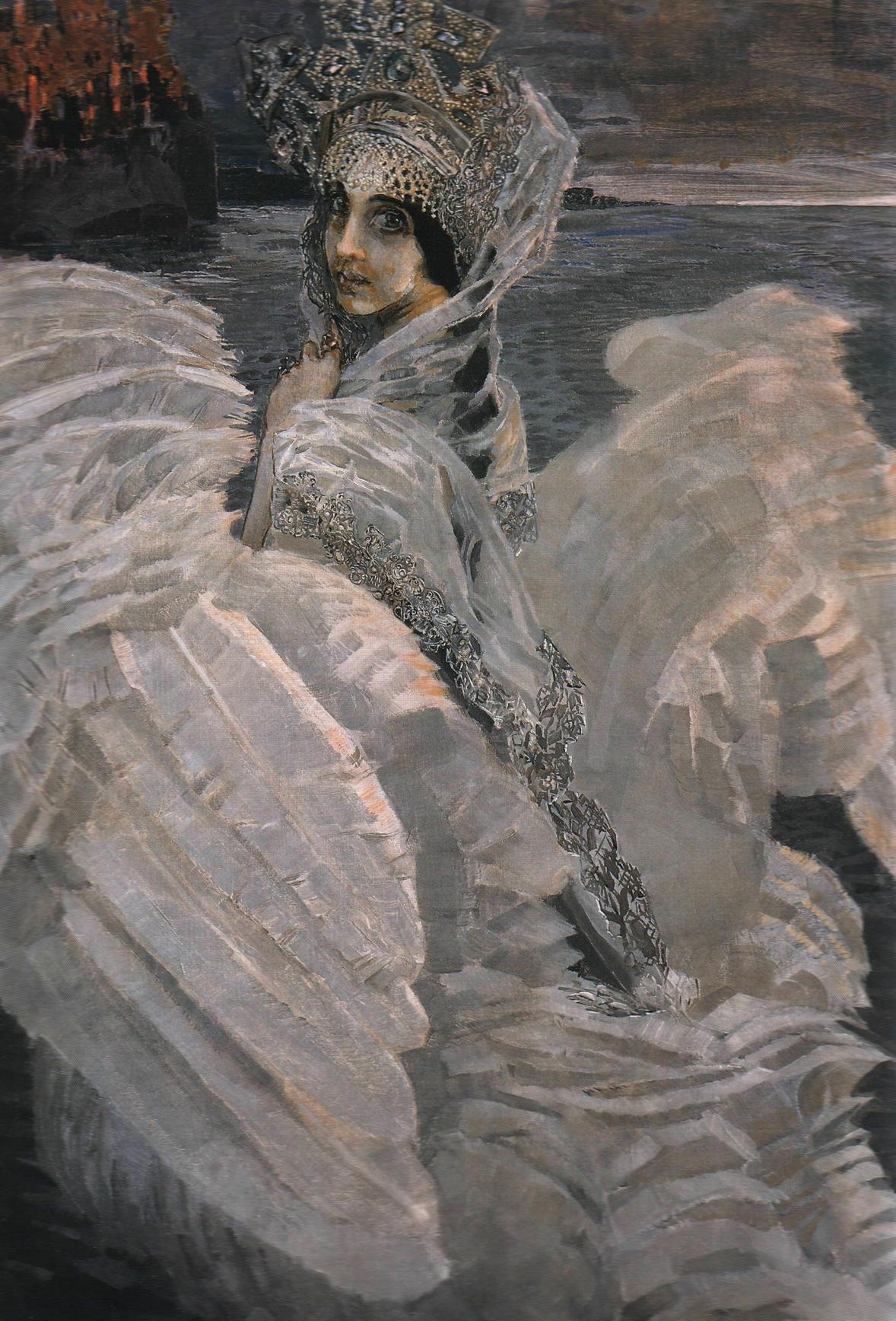
Незнайому Олександр Блок бачив таку, як на картині Михайла Врубеля

- Незнайому Олександр Блок бачив таку, як на картині Михайла ВрубеляМихайло Врубель. Царівна-Лебідь"(1900 р.) Картину любив Олександр Блок, її фотографія висіла в Шахматово, в кабінеті поета. За його словами, він бачив Незнайомку саме на картинах Врубеля: «Переді мною виникло, нарешті, те, що я (особисто) називаю „Незнайомкою“: красуня-лялька, синій привид, земне диво…»
- Іван Крамськой «Невідома», 1883 р. Картину називають «Незнайомка»

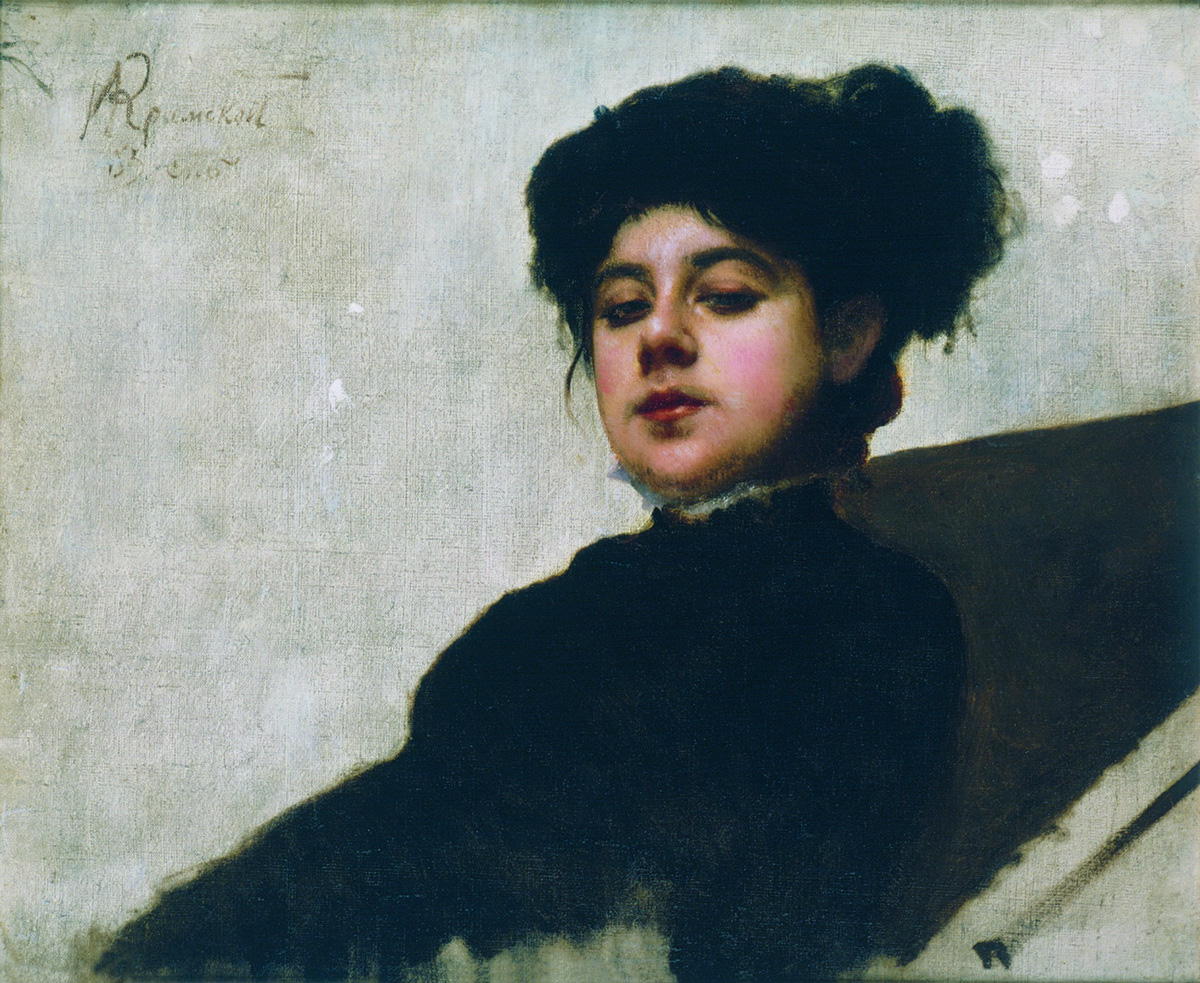

«Невідома» увібрала в себе роздуми Крамського і його сучасників над одвічними питаннями: «що є краса», як вона пов'язана з поняттями істини і добра, в чому ідеал жіночності. Відома картина художника сповнена неясностей і загадок. Невідомо, хто був моделлю. Припускають, що зображена дівчина є фантазією Крамського, майстерною вигадкою, видінням. Власне, як і Незнайома Олександра Блока.
- Ілля Глазунов «Незнайомка», 1980. На ілюстрації до однойменного вірша Блока таємнича вродлива дівчина відчуває себе зайвою. Її великі очі наповнені смутком. Келих вина ніби відділяє героїню від інших осіб, від усього світу.

## Критика
Ключ до розуміння вірша «Незнайома» вручив дослідникам сам автор, написавши в 1910 році статтю «Про сучасний стан російського символізму». Зокрема, він зазначив: «Незнайома. Це не просто дама у чорній сукні зі страусиним пір'ям на брилику. Це — диявольський сплав з багатьох світів, переважно синього і лілового. Якби я володів засобами Врубеля, я створив би Демона; але кожен робить те, що йому призначено».
На думку російського літературознавця Леоніда Долгополова, Незнайома — лише незрозуміле видіння, привид, створений захмелілим відображенням. Порівняючи з Прекрасною Дамою образ Незнайомки вже не несе ніяких очищувальних функцій.
Критик А. В. Тернавський, вважав, що уява Олекандра Блока про істинне і прекрасне були несумісні з дійсністю. У світі, створеному фантазією поета-символіста відсутні конкретні риси, він крихкий. Але це — його «скарб», він є єдиним спасінням від навколишнього світу, можливістю залишитися самим собою, залишитися живим.
Ігор Мойсеїв визначає у вірші суперечності:
1) зустріч з «Богом», Дівою-безоднею, надцінністю інспірована «чортом», (чудовиськом, двійником у склянці);
2) суб'єктивна фантазія сповнена об'єктивного величезного значення.